# Nordmende
Nordmende è stata un'azienda tedesca produttrice di elettronica di consumo, il cui marchio appartiene oggi alla società Talisman Brands, Inc. d/b/a Established..

## Storia

### L'inizio a Dresda

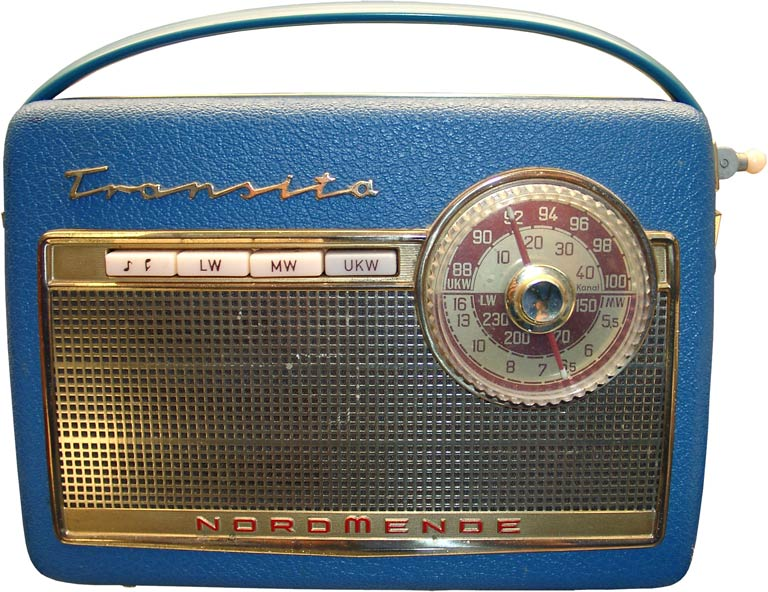
Radio a transistor Nordmende modello Transita degli anni sessanta

Fu fondata nel 1923 a Dresda da Otto Hermann Mende (1885 - 1940) con la denominazione Radio H. Mende & Co., come ditta per la produzione di apparecchi radiofonici, che si sviluppò nel corso degli anni trenta, periodo nel quale divenne terzo produttore nazionale di radio con circa 200.000 pezzi l'anno e una quota di mercato del 10% in Germania ed esportati all'estero, soprattutto in Gran Bretagna, Italia, Paesi scandinavi ed anche negli Stati Uniti d'America.
Con lo scoppio della seconda guerra mondiale, Mende produsse armi per la Wehrmacht. Alla fine dello stesso conflitto la fabbrica si ritrovò distrutta a causa dei lunghi e pesanti bombardamenti aerei degli Alleati che rasero al suolo Dresda, e il nipote del fondatore, Martin Mende (1898 - 1982), nel 1947, a Brema diede vita ad una nuova società denominata Norddeutsche Mende-Rundfunk GmbH, e nacque il marchio Nordmende.
L'attività produttiva si svolse nell'ex fabbrica di aerei della Focke-Wulf nella Diedrich-Wilkens-Straße (Brema-Hemelingen). Nel corso degli anni cinquanta-sessanta, Nordmende divenne uno dei maggiori produttori nazionali di radio, televisori, registratori e giradischi.

### Anni '70
Negli anni settanta i televisori Nordmende divennero famosi per la loro struttura modulare innovativa e per i rigorosi test di qualità. Ma questi fattori di eccellenza rappresentarono per l'azienda dei problemi in materia di costi di produzione e di competitività sul mercato.

### 1977/78: vendita alla Thomson
Nel 1978, la famiglia Mende cedette l'azienda alla francese Thomson-Brandt. Negli anni ottanta, le attività della Nordmende vennero fuse con quelle di altre due aziende tedesche di elettronica, come Telefunken e SABA, passate sotto il controllo della multinazionale francese. 
Nordmende si divide in due, Norddeutsche Mende Rundfunk KG e Nordmende Vertriebs GmbH & Co. oHG.
Più tardi la parte produttiva diventa Norddeutsche AG für Unterhaltungselektronik & Co. oHG (NAGFU), poi Deutsche AG für Unterhaltungselektronik & Co. oHG (DAGFU). La DAGFU divenne parte della holding Thomson.
La produzione della Deutsche Elektronik-Werke GmbH (DEWEK), della Süddeutsche Elektronikwerke GmbH (SEWEK), formano la produzione SABA. Alla fine degli anni ottanta DEWEK con la Norddeutsche Elektronikwerke GmbH (NEWEK), la Telefunken-Produktionsgesellschaft, formano la Elektronik-Werke Deutschland GmbH (EWD). LA EWD diventerà più tardi Thomson Television Germany GmbH (TTG).
L'attività in Germania diventerà poi Nordmende Vertriebs GmbH, della Nordmende GmbH. La Nordmende GmbH a metà degli anni novanta, con Telefunken GmbH, SABA GmbH, la TTG e altre società diventa Thomson Multimedia Sales GmbH.
Altre società come la Nordmende Vertriebs GmbH & Co. oHG, la Nordmende Verkaufs GmbH, si fonderanno in Nordmende International GmbH e poi diventerà European Consumer Electronics GmbH (ECE) per l'esportazione del marchio Nordmende. La Nordmende International GmbH viene venduta alla Thomson Consumer Electronics S.A. di Parigi, divenendo Thomson Consumer Electronics GmbH.

### Anni 2000
Il marchio Nordmende fa la sua ricomparsa sul mercato europeo dell'elettronica di consumo nel 2007, quando viene acquisitato insieme al marchio Thomson dalla multinazionale indiana di elettronica ed elettrodomestici Videocon, attraverso la commercializzazione di lettori DVD, televisori CRT, al plasma e LCD.
Dal 2011, il marchio Nordmende entra nell'interesse dell'italiana QBell di Udine, che intende commercializzare i propri televisori con questa storica etichetta dell'elettronica. Ma nonostante gli annunci, gli accordi non vanno in porto e il marchio Nordmende rimane a terzi.
Nel 2012, il marchio Nordmende, per Italia, Spagna e Francia viene gestito in esclusiva dall'azienda One S.p.A., a partire dalla progettualità fino alla realizzazione dei prodotti. I primi televisori a tecnologia LED ed LCD vengono distribuiti a partire dal maggio 2012.
Nel 2016, è la società Twenty S.p.A., che diverrà qualche tempo dopo Sèleco S.p.A., a rilevare il mandato ufficiale per la distribuzione di prodotti a marchio Nordmende in Italia.